# Маріон Акерманн
Маріон Акерманн (нім. Marion Ackermann; нар. 2 лютого 1965, Геттінген) — німецька мистецтвознавиця, кураторка і директорка музею. З 2003 по серпень 2009 року була директоркою Художнього музею Штутгарта. З вересня 2009 по жовтень 2016 очолювала мистецьку колекцію землі Північний Рейн-Вестфалія. З листопада 2016 року вона є генеральним директором Державних художніх колекцій Дрездена. 8 липня 2024 року опікунська рада Фундації прусської культурної спадщини (SPK) призначила її новим президентом з 1 червня 2025 року на зміну Герману Парцінгеру.

## Біографія
Маріон Акерманн виросла в Анкарі; її батьки читали лекції в тамтешньому університеті. Після закінчення середньої школи вона вивчала історію мистецтва, історію та німецьку мову в Касселі, Геттінгені, Відні та Мюнхені. У 1995 році вона отримала ступінь доктора в Університеті Георга-Августа в Геттінгені за автобіографічними та теоретичними текстами Василя Кандинського. Пізніше вона викладала в Мюнхенській академії мистецтв, в Аугсбурзькому університеті та в Мюнхенському університеті прикладних наук для фотодизайну.
З 1995 по 2003 рік вона була куратореою Städtische Galerie у мюнхенському Ленбаххаузі, де переважно займалася колекцією графіки. Там вона курувала такі виставки: Paula Modersohn-Becker (1997), Rosemarie Trockel (2000), SchattenRisse (2001), Leggerezza (десять італійських художників) (2001), Katharina Grosse (2002) і Practicing Unreality (2003, з Ловісом Корінтом, Максом Слевогтом, Марком Валлінгером), а також серією виставок «Діалоги про малювання» (з Ульріхом Майстером, Александром Робом, Нанне Майєр, Марією Ліндберг, Джуліаном Опі, Меттом Малліканом, Бетан Хьюз і Малте Шпор).
Разом з Гете-Інститутом, членом загальних зборів якого вона зараз є, Акерманн розробила компакт-диск про Блакитного вершника в 1996 році, який отримав нагороду European MultiMedia Award .
Коли вона очолила Художній музей у Штутгарті у віці 38 років, вона стала наймолодшим директором музею великої установи в Німеччині. Тут вона курувала, серед іншого, відкриття виставки Angekommen — Прибули. Колекція «У власному домі» (2005), «Сяючі будівлі: архітектура ночі» та «Піктограми — самотність знаків» (обидві 2006). Тут відбулася перша комплексна виставка творів Крістіана Янковського (2008/2009).
У вересні 2009 року Маріон Акерманн перейняла керівництво колекцією мистецтв Північного Рейну-Вестфалії в Дюссельдорфі як директор.
Через плутанину навколо заміни Альфреда Пакемента, директора Національного музею сучасного мистецтва (MNAM) у Центрі Жоржа Помпіду, який пішов у відставку наприкінці року, Маріон Акерманн вибула з конкурсу, хоча потрапила з трьома іншими кандидатами (включно з Максом Холлейном) до короткого списку виборів, згідно зі статтею Le Monde від 16 листопада 2013 року.
24 листопада 2014 року з мистецтвознавицею достроково продовжили контракт (до 2016 року) на сім років. У квітні 2016 року було оголошено, що вона не виконуватиме цей контракт, і 1 листопада 2016 року її найняли на посаду генерального директора Державних художніх колекцій Дрездена на вісім років.
8 липня 2024 року опікунська рада Фундації прусської культурної спадщини (SPK) призначила її новим президентом з 1 червня 2025 року на зміну Герману Парцінгеру.
Акерманн мешкає у Дрездені, одружена з Вольфом Тегетхофом і має двох дітей.

## Публікації
- Farbige Wände — Zur Gestaltung des Ausstellungsraumes von 1880—1930. Herausgegeben von der Städtischen Galerie im Lenbachhaus und Kunstbau München. Edition Minerva 2003, ISBN 978-3-932353-79-6.
- (Hrsg.): Piktogramme — Die Einsamkeit der Zeichen. Mit einer Einführung von Marion Ackermann und Pirkko Rathgeber. Deutscher Kunstverlag München Berlin 2006, ISBN 978-3-422-06674-8.
- SchattenRisse. Silhouetten und Cutouts, hrsg. von Helmut Friedel. Hatje Cantz Verlag, Ostfildern 2001, ISBN 3-7757-1021-3.